# Большая базилика (Плиска)
Большая базилика (болг. Голяма базилика) — религиозно-дворцовый комплекс, расположенный на окраине историко-архитектурного заповедника «Плиска». Включает в себя базилику, архиепископский дворец и монастырь.
Строительство базилики завершено около 875 года. Базилика в Плиске считается одной из самых больших в Юго-Восточной Европе. Комплекс является важным памятником болгарской культуры христианского периода раннего Средневековья, приходящегося на вторую половину IX века — середину XI века. На протяжении почти 250 лет базилика исполняла функции одновременно кафедрального храма и княжеской, епископской и монастырской церкви, средоточия духовно-религиозной жизни столичной Плиски и раннесредневековой Болгарии. Базилика открыта Тотю Тотевым и является одним из самых загадочных архитектурных памятников Болгарии.
Базилика окружена и защищена 4-метровой каменной стеной. Здание базилики возведено на так называемом крестовидном мавзолее, вызывающем споры учёных. Очевидно его сакральное значение для древних болгар, так как точно на этом месте располагается алтарь базилики. Профессор С. Ваклинов предполагает, что на этом месте находился неизвестный языческий храм. По данным исторического музея в Шумене, на этом месте до строительства базилики находился раннехристианский мартириум с крестообразным храмом и колодцем со святой водой. П. Георгиев, участвовавший в исследовании базилики, высказывает предположение, что это раннее сооружение было возведено над местом захоронения первого болгарского мученика святого Бояна Енравоты, казнённого его братом ханом Маламиром за измену вере около 832 года. Гробница была разрушена в ходе провалившегося бунта язычников в 865 году. В знак торжества христианства в Болгарии племянник Енравоты царь Борис I стал ктитором нового храма, построенного на месте гробницы, и таким образом символически объединил новую религию с историческим памятником.
Ещё более убедительно звучит теория археолога Бояджиева, согласно которой здание первоначально было построено как мавзолей болгарских ханов. После крещения его попытались перестроить в храм, но конструкция не выдержала дополнительной нагрузки. Гипотеза подкрепляется тем, что до настоящего времени не найден мавзолей болгарских ханов и нет никаких сведений о ритуале погребения властителей, что трудно объяснить при множестве хорошо сохранившихся памятников той эпохи.
Изучение частей базилики показало, что архиепископская резиденция располагалась во дворах к северу и к югу от храма: в северном дворе находился жилой дворец, на запад от него — баня с подогреваемым полом. К югу от базилики обнаружено трёхчастное здание, в котором помещались дидаскалейон (школа) и скрипторий. Помимо богословия в комплексе изучали право, архитектуру и строительство. Вероятно, здесь работали ученики Кирилла и Мефодия, которых Борис I принял в изгнании в 886 году, положившие начало плисковско-преславской книжной школе.
Во дворе к юго-западу от базилики открыт некрополь членов монашеского братства, перед апсидами базилики находится светский некрополь с захоронениями знати. Монастырские помещения окружают двор с севера от резиденции. Центральную часть занимают кухня и трапезная. В восточной части дворца найдено строение с десятью одинаковыми комнатами-кельями, в которых жили монахи. В середине двора находятся монастырский колодец и рядом с ним вторая баня крестово-купольной формы с отапливаемым полом.

## Галерея

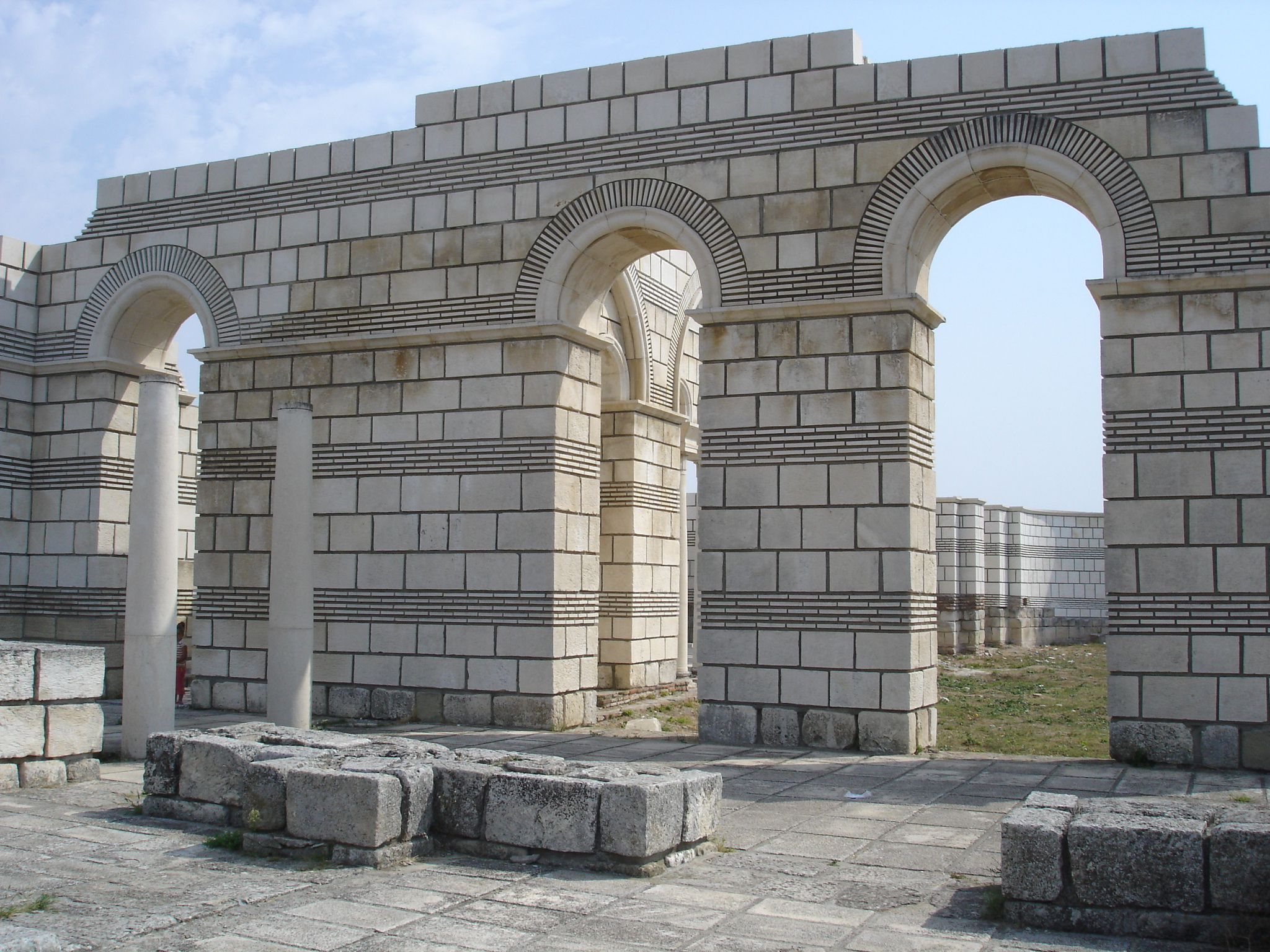
Вид со стороны притвора
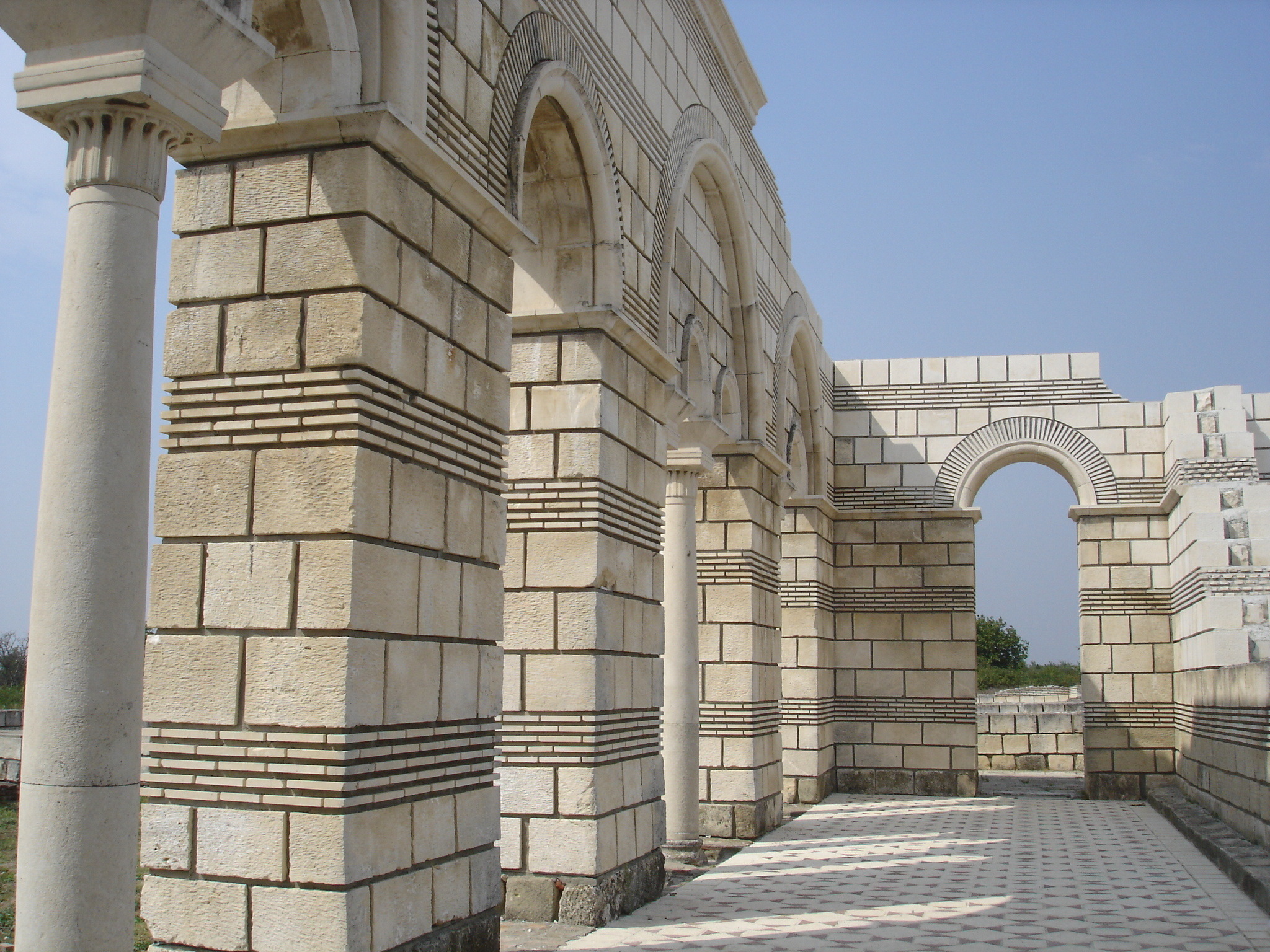
Вид со стороны нефа
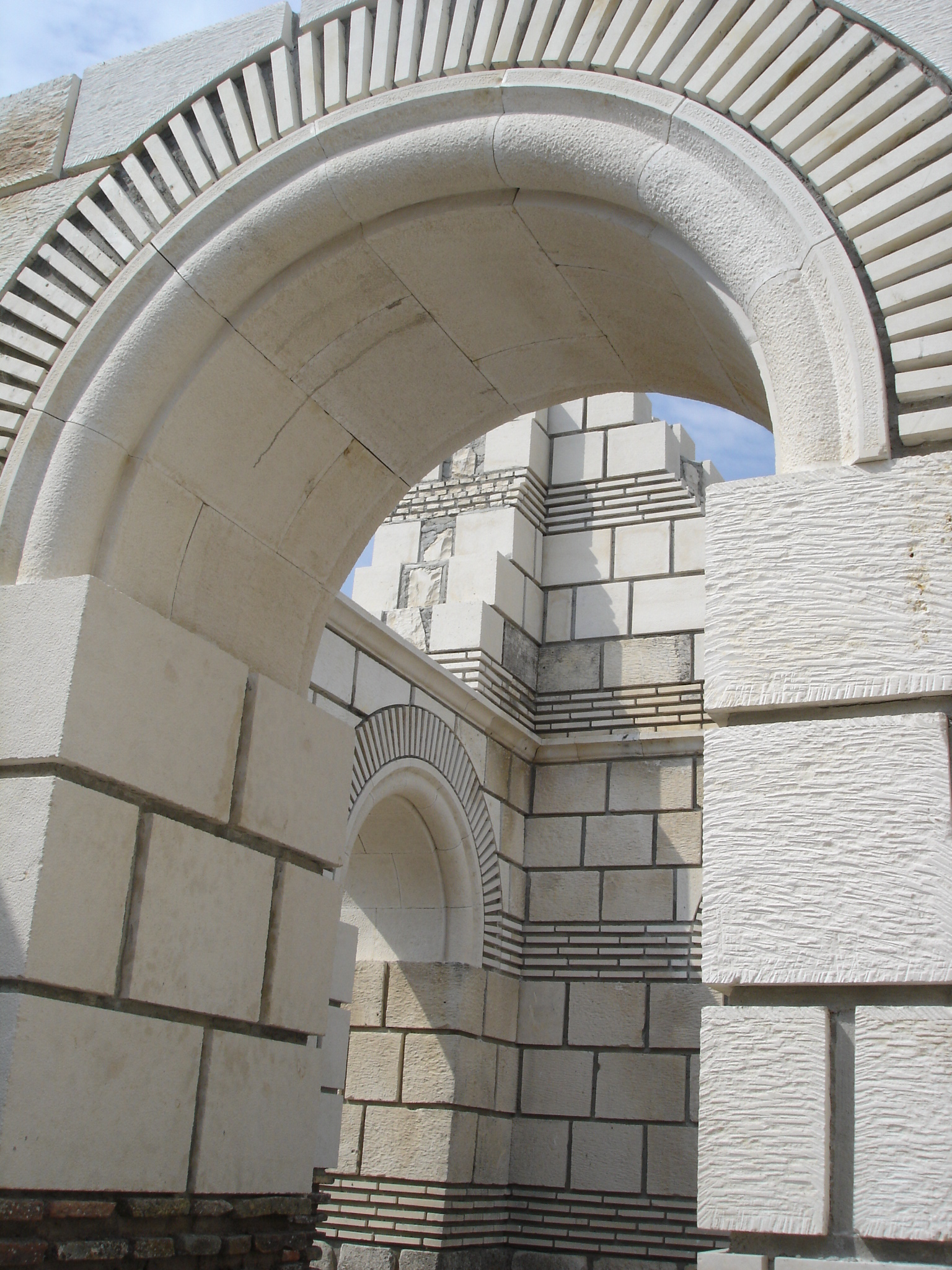
Левая часть алтаря
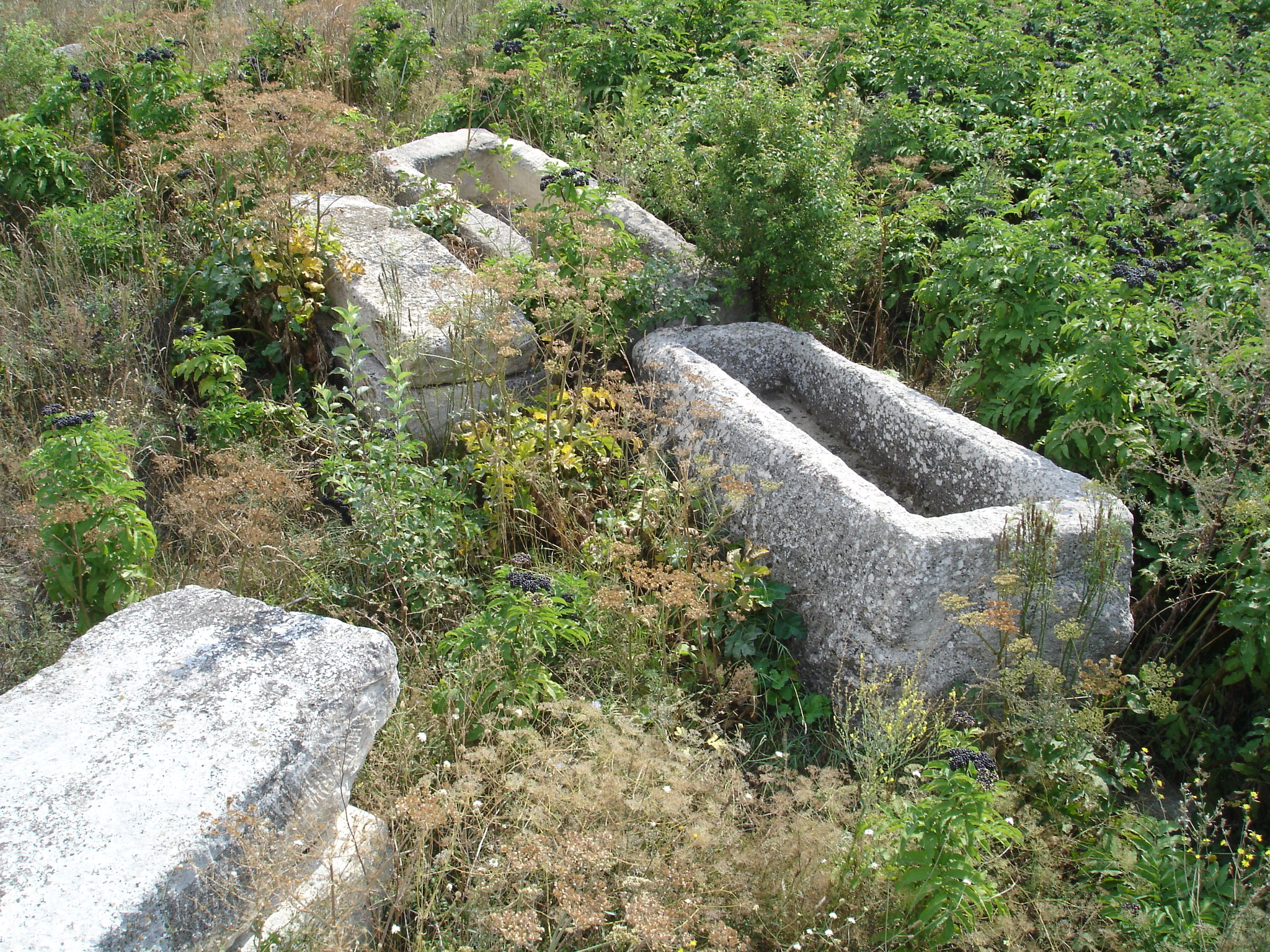
Саркофаги со стороны алтаря